# Harriet Hanson Robinson
Harriet Jane Hanson Robinson (8 février 1825; 22 décembre 1911) est une écrivaine et poétesse américaine qui joua un rôle majeur dans le mouvement des suffragettes aux États-Unis.

## Enfance
Harriet nait le 8 février 1825 à Boston dans le Massachusetts. Elle est la fille de William Hanson, un charpentier, et de Harriet Browne Hanson. Elle a un frère aîné, John Wesley Hanson, et deux plus jeunes frères survivants, Benjamin et William. Le père d'Harriet décède alors qu'elle n'a que six ans, laissant sa veuve seule pour élever et nourrir quatre enfants. 
La mère d'Harriet est déterminée à garder sa famille réunie, margé les difficultés. Elle refuse qu'un voisin adopte Harriet pour qu'elle ait moins de bouches à nourrir. À la mort de son époux, elle tient une petite épicerie à Boston, qui vend de la nourriture, des bonbons et du bois de chauffage. La famille habite dans l'arrière-boutique, partageant le même lit "deux au pied et trois à la tête",. Malgré la pauvreté, les enfants vont à l'école tous les jours et Harriet suit les cours de couture du dimanche. 
À l'invitation d'Angeline Cudworth, la tante maternelle d'Harriet, également veuve, la famille déménage à Lowell, un centre de l'industrie textile. C'est une ville industrielle, où habitent les jeunes fermière recrutées pour travailler à l'usine sous la supervision de matrones, dont les dortoirs à bas loyer se construisent au fur et à mesure des besoins. La société textile organise des évènements culturels, l'étude de la Bible ou d'autres activités éducatives. Mais les conditions de travail sont souvent difficiles et dangereuses et la paie misérable, ce qui conduit à la grève de 1834. Mme Hanson y dirige une pension pour la société textile de Lowell. 

## Ouvrière textile

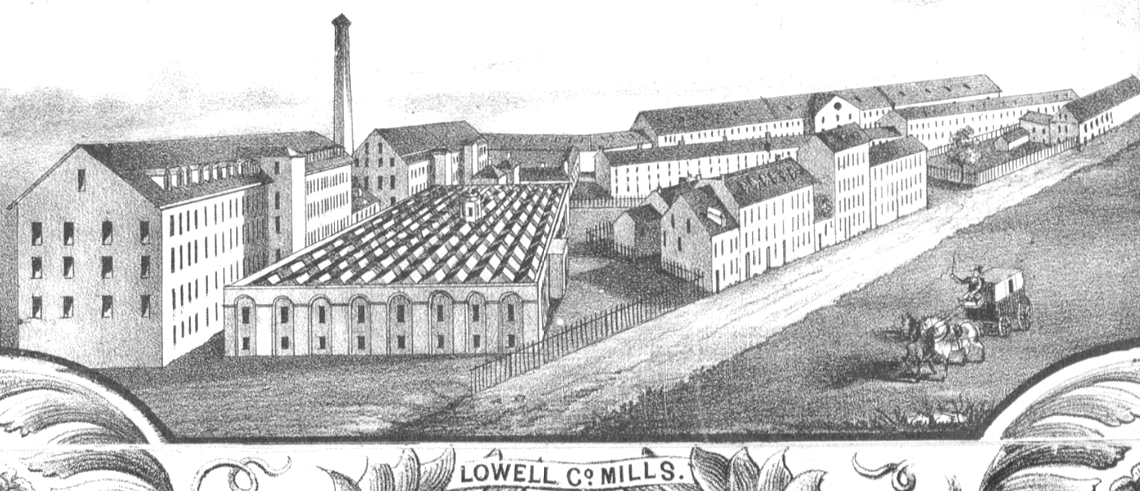
Lowell, Massachusetts, cité ouvrière textile

À dix ans, Harriet commence à travailler à l'usine. Elle dira plus tard que c'est elle qui décide de travailler pour gagner son propre argent et acquérir une expérience. Mais à l'époque, sa mère gagne peu et sa paie est la bienvenue. Son travail, payé 2 dollars par semaine, consiste à remplacer les bobines de fils. Il occupe 15 minutes par heure et le reste du temps, comme les autres enfants, elle peut jouer, lire ou rentrer chez elle. 
En 1836, les Lowell Mill Girls organisent leur seconde grève, à la suite de l'augmentation des frais de pension correspondant à 12,5 % de diminution de salaire. C'est la première grève à laquelle Harriet participe. Sa mère est renvoyée à la suite du mouvement : une « vengeance mesquine » contre les agissements de sa fille, selon l'autobiographie d'Harriet. Les leaders de la grève sont également licenciées, mais l'augmentation des frais est annulée dans plusieurs usines et le système d'hébergement revu. 
Harriet continue à travailler à l'usine après la grève, elle est promue responsable d'un métier à filer puis "drawing-in girl », un des meilleurs postes de l'usine. La salle dans laquelle elle travaille alors est relativement calme, loin des machines à filer et tisser. Le salaire est payé à la pièce et Harriet profite de ses pauses pour lire.  

## Éducation

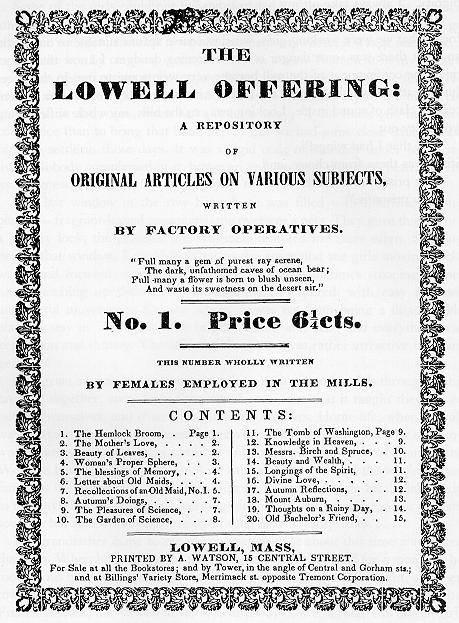
The Lowell Offering - Numéro 1 - 1840 - « Entièrement écrit par des employées des usines textiles »

Avant de travailler à l'usine, Harriet suit l'école élémentaire. Elle suit ensuite les cours du soir. À quinze ans, elle quitte l'usine textile pendant deux ans pour étudier le français, le latin et l'anglais à la Lowell High School. Deux de ses dissertations de l'époque ont survécu : « Poverty Not Disgraceful » (La pauvreté n'est pas disgracieuse) et « Indolence and Industry » (Indolence et Industrie). Elle y explique qu'il n'y rien de mal dans le travail honnête des pauvres gens. Elle retourne travailler à l'usine jusqu'en 1848, passant son temps libre dans les groupes littéraires de Lowell. 
À l'époque, l'offre culturelle et de formation est riche pour les femmes à Lowell. Il y a des bibliothèques et des librairies, des cours du soir et des conférences, des concerts et des bals. Deux des premiers magazines écrit par des femmes y sont publiés : le Lowell Offering et The New England Offering. Harriet explique que "la renommée du Lowell Offering permet aux Mill Grils d'être considérée comme des épouses désirables, et que de jeune gens venaient de près comme de loin pour choisir leurs épouses, généralement avec succès". Elle écrit et publie des poèmes, ce qui lui permet de rencontrer son futur époux, William Robinson, rédacteur au Lowell Journal.    

## Mariage
À 23 ans, Harriet épouse William Stevens Robinson (1818-1876) le jour de Thanksgiving de 1848. D'origine modeste, William est journaliste et membre du Parti du sol libre (Free Soil Party) opposé à l'expansion de l'esclavage dans les territoires de l'ouest. Jeune mariée, Harriet ne s'intéresse pas aux droits des femmes, elle décrit dans ses premiers écrits le plaisir d'avoir un homme pour s'occuper des problèmes du monde et qu'elle ne voit pas l'intérêt de voter elle-même. Elle embrassera la cause des femmes plus tard, après que son mari s'y soit intéressé. Le couple aura quatre enfants, dont l'un mourra jeune, et s'occupera également de la mère d'Harriet. Il leur était souvent difficile de joindre les deux bouts.     
En 1858, la famille déménage à Malden, une nouvelle banlieue résidentielle de Boston, dans une maison achetée près de la gare. Ils ont un grand jardin où ils font pousser des fruits et des légumes, et élèvent des poules dont ils vendent les œufs. Après la guerre civile, William occupe un poste bien payé de clerc à la Chambre des représentants du Massachusetts. En 1868, elle rejoint l'Organisation Américaine pour le Suffrage des Femmes, dirigée par Lucy Stone et fonde le Malden woman's club. William perd son travail à cause de l'homme politique, Benjamin Butler, et meurt en 1876, après une longue maladie.                    

## Dernières années
Après le décès de son époux, Harriet loue des chambres pour faire vivre ses trois filles et sa mère. Elle écrit plusieurs livres, dont une biographie de son mari, et devient de plus en plus active au sein du mouvement pour le suffrage des femmes. En 1898, elle publie Loom and Spindle, qui raconte sa jeunesse à Lowell. Elle explique que les possibilités offertes aux employées des l'industrie textile leur ont permis d'apprendre la discipline d'une profession tout en acquérant de plus larges idées sur le monde.                     
Harriet et sa fille dirigent l'Association Nationale pour le Suffrage des Femmes du Massachusetts, liée à l'association faîtière de Susan B. Anthony. Elles aident Julia Ward Howe à créer le New England Women's Club. C'est Harriet qui accueillera délégués et invités lors de la session du 26 mai 1881 au Tremont Temple de Boston. Elle y affirmera qu'il est de la responsabilité des femmes du Massachusetts de militer pour obtenir un seizième amendement de la Constitution des États-Unis.                                        
Harriet a probablement utilisé le mouvement pour les droits des femmes pour son ambition personnelle et pour améliorer sa position dans la société. Mais elle devint également une formidable militante du suffrage dans ses écrits et ses conférences. La poète Lucy Larcom, qui travailla également dans l'industrie textile étant enfant, écrira d'elle : "Mme Robinson est très impliquées dans tous les mouvements permettant l'amélioration des droits des femmes et utilise sa plume et sa voix librement sur ce thème. Elle est la première femme à s'être exprimée devant la Commission d'enquête sur le Suffrage des Femmes au Congrès, et a défendu la cause avant même la législature de son propre État. Elle n'est pas seulement une citoyenne, elle est un vote si la loi l'autorise."                                        
Harriet décède le 22 décembre 1911, dans sa maison de Malden.                                        